# Vartatopa bifurcata
Vartatopa bifurcata är en insektsart som beskrevs av Chandrasekhara A. Viraktamath 2004. Vartatopa bifurcata ingår i släktet Vartatopa och familjen dvärgstritar. Inga underarter finns listade i Catalogue of Life.